# Pierre Daguerre
Pour les articles homonymes, voir Daguerre.
Pierre Daguerre, né le 4 juin 1891 à Bordeaux, décédé le 14 avril 1971 à Angoulême, est un haut fonctionnaire, historien et écrivain français. Il est le président-fondateur du Prix des Trois Couronnes.

## Biographie
Fils d'Émile Daguerre et de Louise Dupuy, Après des études secondaires au collège Sainte-Marie Grand Lebrun, il entre au lycée puis à la faculté de droit de Bordeaux. Docteur en droit, il débute comme avocat. Chevalier de la Légion d'honneur, officier d'Académie, médaille commémorative de la Guerre 1914-1918 et titulaire de l'ordre de la Francisque.

### Préfet
Il est sous-préfet en 1921, puis sous-préfet d'Orthez en 1926. Il  est sous-préfet d'Oloron en 1932. Sous-préfet de Bayonne, il est nommé préfet des Landes en août 1940. Il est préfet de la Mayenne de mai à novembre 1941.
Du 14 novembre 1941 au 5 août 1943, il est préfet délégué du Maine-et-Loire : il opère des inspections sur le terrain, mais dispose d'un champ d'action assez restreint. Il rédige surtout des rapports sur l'opinion publique.
Il est préfet de la Charente du 15 août 1943 au 31 août 1944. Pétainiste convaincu, il était soupçonné par les Allemands. Préfet hors-cadre, il est nommé après la Libération en 1945 est nommé commissaire provisoire du comité d'organisation des conseils et professions auxiliaires du commerce et de l'industrie.

### Écrivain
Béarn et Béarnais, préfacé par Louis Barthou, fut couronné par l'Association régionale du Béarn et du Pays basque en 1934. Il publie ensuite un livre sur Oloron Sainte-Marie, puis les Contes de tous les Temps, un château sur l'Auronce. En 1940, l'Académie française décerne à Pierre Daguerre le prix Montyon pour son ouvrage Le Roman d'une Infante. Croquis au pied des Monts, préfacé par Claude Farrère, Dolorès aux mains vides, Sur la Terre des Basques, cette Douce province (couronné par l'Académie française), la Croyance héroïque couronné par l'Académie française et un ouvrage consacré au Marquis de Cuevas sont ensuite les principales œuvres de Pierre Daguerre. Il est également fondateur du Prix des Trois Couronnes, qui récompense une œuvre mettant en valeur les régions des Landes, du Pays basque français et espagnol. Président de l'Association des docteurs en droit de la Charente, ses activités littéraires le désignent pour être membre de la Société des gens de lettres, de l'Académie de Neuilly et de l'Académie nationale de Bordeaux.

## Distinctions
- Chevalier de l'ordre du Mérite agricole
- Médaille commémorative de la guerre 1914-1918
- Officier d'académie
- Médaille d'honneur de la mutualité (argent)
- Chevalier de la Légion d'honneur (1938)
- Ordre de la Francisque

## Ouvrages
- La politique de la route, 1926
- Béarn et Béarnais, Préface de Louis Barthou, Imprimerie et Edition de l'Indépendant, Pau,
- Un château sur l'Auronce, Paris, 1936. In-16, 175 p.
- Croquis au pied des monts, Bordeaux, Delmas, 1941. In-16, 269 p.
- Dolorès aux mains vides, Paris, Flammarion ;  Angers, impr. de H. Siraudeau, 1943. In-16.
- Sur la terre des Basques, A l'ombre de l'Eglise, au soleil du Fronton, Editions Delmas, 1944.
- Cette douce province, Editions Delmas, 1947. In-16.
- La Croyance héroïque, Bordeaux, Editions Delmas, 1949. In-16. Prix Lange de l’Académie française en 1952.